# Steradiante

Rappresentazione di un angolo solido

Lo steradiante (generalmente indicato sr quando necessario, dato che è un numero puro, nome derivante dal greco stereos, solido) è l'unità di misura del Sistema internazionale per l'angolo solido, il corrispondente tridimensionale del radiante. Lo steradiante è stato un'unità SI supplementare fino al 1995 quando questa categoria è stata abolita. Secondo la norma ISO 80000-1:2010 lo steradiante fa parte delle unità derivate (insieme a radianti, hertz, newton...).                                   

## Definizione di steradiante

Rappresentazione indicativa della superficie sottesa da un angolo solido partente dal centro della Terra

Si prenda una sfera con centro nel vertice dell'angolo e la porzione di superficie sferica intercettata da semirette che formano l'angolo solido {\displaystyle \Omega }. Chiameremo {\displaystyle A} la porzione della superficie, {\displaystyle S} la superficie della sfera, {\displaystyle r} la lunghezza del raggio. 
{\displaystyle \Omega ={\frac {A}{r^{2}}}.}
Quindi {\displaystyle \Omega } in steradianti, è un numero puro, ossia è adimensionale, poiché è il rapporto tra due superfici, infatti: 
{\displaystyle \left[sr\right]={\frac {\left[m^{2}\right]}{\left[m^{2}\right]}}=\left[1\right].}

Rappresentazione grafica di 1 steradiante

Definiamo come 1 steradiante l'ampiezza dell'angolo che sottende la porzione di superficie sferica che, messa in un piano, sia uguale al quadrato del raggio della sfera stessa.
Essendo la superficie della sfera {\displaystyle S} pari a {\displaystyle 4\pi r^{2}} e il raggio lungo {\displaystyle r}, l'angolo solido di una sfera equivale a {\displaystyle 4\pi }.
{\displaystyle \Omega ={\frac {A}{r^{2}}}={\frac {4\pi r^{2}}{r^{2}}}=4\pi .}